# Marco Alloni
Marco Alloni (Mendrisio, 31 luglio 1967) è uno scrittore e giornalista italiano.
Risiede al Cairo. Lavora come corrispondente per la Radio Televisione Svizzera Italiana e collabora con diverse testate locali e internazionali, tra le quali la rivista di filosofia e politica Micromega, il sito culturale Nazione Indiana, Il Fatto Quotidiano, Il Corriere del Ticino e Akhbar El-Adab.

## Biografia
Marco Alloni studia a Urbino, dove si laurea in Lettere Moderne nel 1994 con una tesi su “Paolo Volponi e gli esiti narrativi della questione industriale”. Durante l'università fonda e dirige la rivista semestrale “Profili letterari”, dedicata agli autori europei contemporanei, e pubblica il suo primo romanzo, a 22 anni, dal titolo La luna nella Senna (Casagrande, 1990 – Premio Grinzane Cavour Esordiente).
Nel 2005 scrive Lettere sull'ambizione (Liberilibri, 2005), ispirato all'opera di James Hillman; continua nella riflessione critica sulla rivolta egiziana con Ho vissuto la rivoluzione. Diario dal Cairo (Aliberti, 2011) e successivamente Shaitan (Imprimatur, 2013), il primo titolo della Trilogia di Dio e del suo contrario, che si compone anche di Aqui estamos e Il libraio di Addis Abeba, di prossima pubblicazione.
Claudio Magris ha definito Shaitan “Un romanzo notevole, con uno stile accattivante”.
Per Aliberti Editore Marco Alloni ha curato la collana di libri-intervista Dialoghi – dal 2007 al 2013 – trattando il tema della questione morale. Fra i suoi interlocutori figurano Antonio Tabucchi, Marco Travaglio, Giulio Giorello, Umberto Galimberti, Furio Colombo, Gian Carlo Caselli, Amos Luzzatto, Corrado Augias, Claudio Magris e altri.
Nell'estate 2013 esce l'e-book Egitto o morte (Aliberti, 2013) in cui critica una presunta manipolazione della realtà ad opera dei mass media.
È inoltre tra i promotori, in Egitto, del “Cairo Mediterranean Literary Festival” e del laboratorio di traduzione dall'italiano all'arabo “Oltremare” (Baad E-Bahr), dal quale è nata la serie antologica in quattro volumi Baad El-Bahr, raccolta di racconti delle maggiori scrittrici e dei maggiori scrittori italiani viventi.
Sposato con una giornalista egiziana del Canale Culturale Nile Tv, ha due figli, Karim e Dylan, e si professa “musulmano ateo”. Ateo per vocazione e musulmano per necessità.

## Opere
- La luna nella Senna. Monumento all'inutile, (Casagrade, 1990)
- Lettere sull'ambizione, (Liberilibri, 2005)
- Il viandante della filosofia, con Umberto Galimberti (Aliberti, 2008)
- Ho vissuto la rivoluzione. Diario dal Cairo, (Aliberti, 2011)
- Vivere l'architettura, con Mario Botta (Casagrande, 2012)
- Shaitan, (Imprimatur, 2013)
- Egitto o morte. Il golpe che non era un golpe e la coscienza sporca dell'Occidente, (e-book, Aliberti, 2013)
- Capire Isis, (Aliberti, 2017)

Per la collana Dialoghi di Marco Alloni
- La pace in guerra. Dialogo con Cornelio Sommaruga (Adv, 2006)
- Leggere il Corano nel deserto. Dialogo con Khaled Fouad Allam (Adv, 2006)
- Itinerario di un eretico. Dialogo con Paolo Flores d'Arcais (Adv, 2006)
- Amo inventare storie. Dialogo con Tahar Ben Jelloun (Adv, 2006)
- Il resto è politologia. Dialogo con Lucio Caracciolo (Adv, 2006)
- Scrivere il tempo. Dialogo con Lidia Ravera (Adv, 2007)
- Conversazione. Dialogo con Massimiliano Fuksas (Adv, 2007)
- Se questo è un ebreo. Dialogo con Amos Luzzatto (Aliberti, 2007)
- Saudade di libertà. Dialogo con Antonio Tabucchi (Aliberti, 2008)
- Se non siamo innocenti. Dialogo con Claudio Magris (Aliberti, 2008)
- Corretti e corrotti. Dialogo con Gian Carlo Caselli (Aliberti, 2008)
- Fatti a pezzi. Dialogo con Marco Travaglio (Aliberti, 2008)
- Il diritto di non tacere. Dialogo con Furio Colombo (Aliberti, 2008)
- Il sole non è adesso. Dialogo con Margherita Hack (Aliberti, 2009)
- Divulgare il mondo. Dialogo con Corrado Augias (Aliberti, 2010)
- Se ti spiegassi la scienza. Dialogo con Giulio Giorello (Aliberti 2010)

## Riconoscimenti
- Premio Grinzane Cavour Esordiente 1990